# 遼寧歷史
辽宁省自古就有人类活动的迹象，在营口出土的金牛山文化就表明早在28万年前就有人类在此栖息。漢族五大鎮山之一的北鎮医巫闾山就在辽宁地区。

## 石器时代时期
旧石器时代早期的金牛山遗址，表明距今28万年前辽宁就有人类活动，至旧石器时代中期，出现距今约5万年前喀左鸽子洞遗址，该遗址出土了动物烧骨与小型石器。

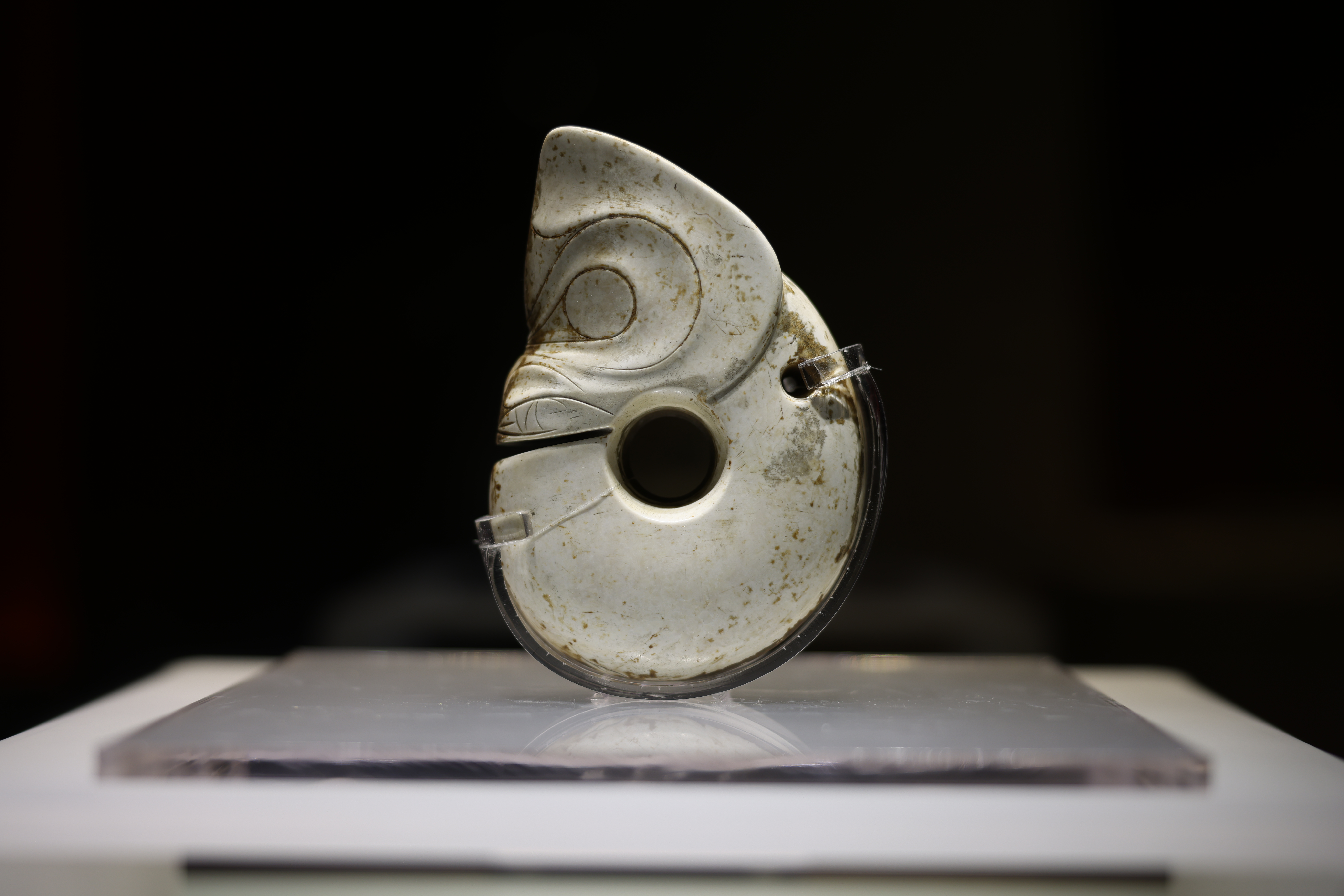
红山文化玉猪龙（新石器时代），辽宁省博物馆藏

距今约8000年前的新石器时代初期，辽宁地区出现查海遗址，新乐遗址、兴隆洼文化等遗迹。
距今5500至5000年前，辽宁出现红山文化的代表牛河梁遗址群，该遗址出现坛、庙、冢等祭祀体系，出土玉猪龙、玉凤等体现了礼制雏形，牛河梁遗址女神庙的彩塑头像被视作祖先崇拜的象征。
距今2000至1500年前的青铜时代早期，辽西的夏家店下层文化开始使用青铜工具，彩绘陶器。辽东地区则呈现高台山、马城子、双坨子等文化。

## 先秦时期

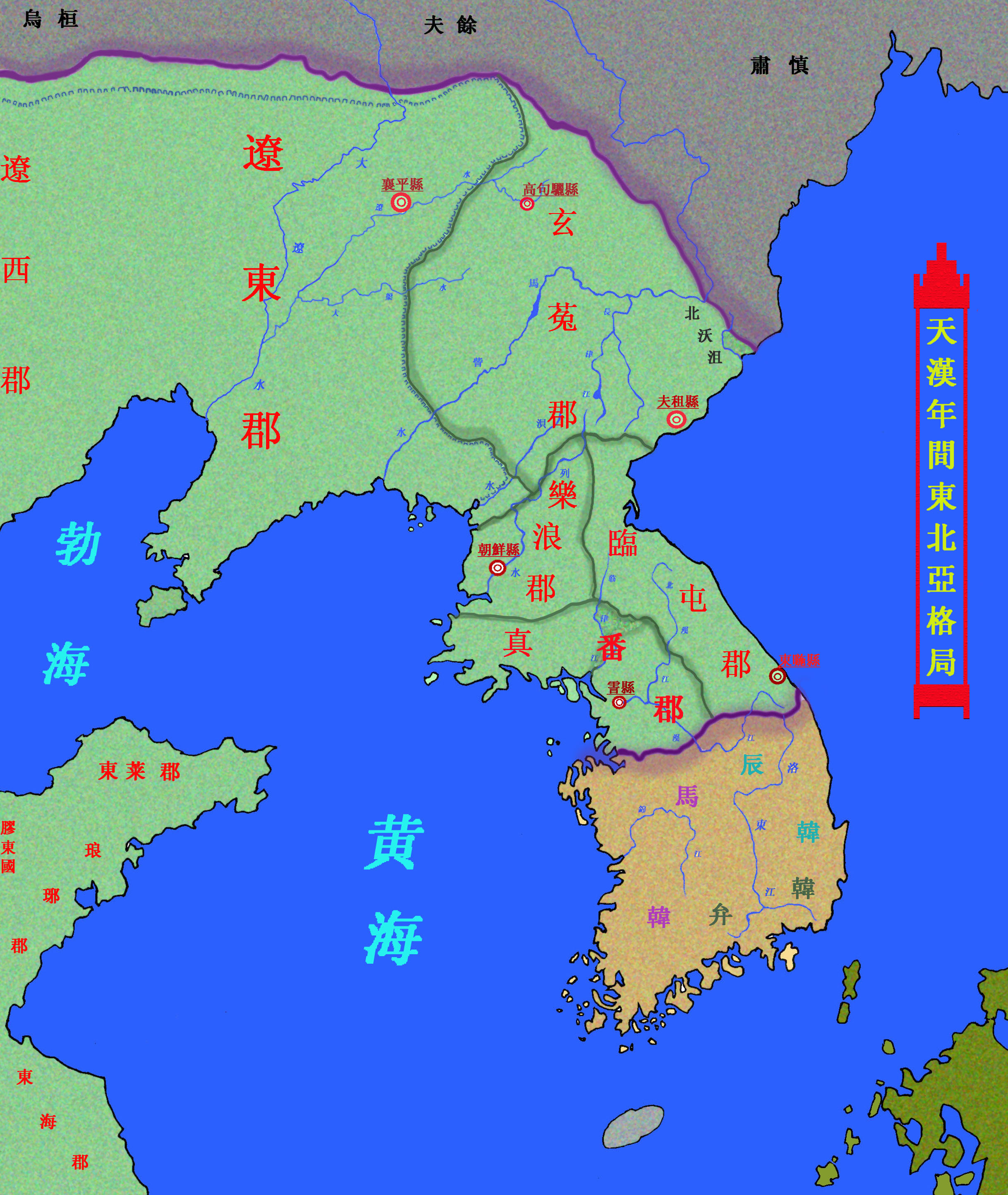
公元前一世紀初东北亚局势

西周初年，辽宁存在从中原迁出箕子朝鲜、燕国、孤竹国等諸侯國政权及山戎等各部族地方政权。周朝召公的后代建立的姬姓燕国战国时成为七雄之一称霸一方。
战国时间地处中原北部的秦、赵、燕等国经常受到北方东胡等少数民族的袭扰。前300年（燕昭王十二年）秦开奉命率军攻袭东胡，将他们向北驱逐千余里，度过辽水进攻箕子朝鲜北部，直达满番汗（今鸭绿江）为界，开拓了大片北方领土。秦开又修筑了起于河北北部、止于辽东东部的长城，以守护北方领土，在此建立了上谷郡、渔阳郡、右北平郡、辽西郡、辽东郡以治理这一地区。

## 秦汉时期
秦始皇统一六国之后，又在辽宁建立了辽东、辽西、右北平郡。其中，襄平（今辽阳）作为辽东郡治，成为东北地区行政与军事中心，汉朝通过屯田戍边政策，迁移中原居民开发辽东平原，推动铁制农具普及农业生产。同时，秦汉延续修缮燕长城，构筑起西起造阳（今河北怀来）东至襄平的边塞，沿线设置障塞烽燧防范匈奴与东胡。
公元前34至公元前77年，位于今本溪桓仁的五女山城（紇升骨城），成为高句丽的第一个都城。
西汉时，辽宁隶属于幽州，灭亡卫满朝鲜后增设玄菟郡等郡县管理辽东和朝鲜半岛。东汉增设辽东属国，管理北部少数民族国家扶余，高句丽等。东汉初年，乌桓南迁辽西，与汉形成羁縻关系，后建安十二年(207年），曹操北征乌桓，平定柳城（今朝阳）。
东汉末年，辽宁出现地方割据势力，汉辽东太守公孙度于中平六年（189年）于襄平自立辽东侯，控制辽东、辽西及朝鲜半岛北部，形成持续三代的半独立政权。公孙氏政权在此发展农业与冶铁，与中原维持商贸往来。

## 魏晋南北朝时期
三国时遼東襄平城公孫延家族镇守辽宁和朝鲜半岛。经过公孫延、公孫度、公孫康、公孫恭、公孫淵五代人的经营辽东，不斷開闢疆土，東伐高句麗，西擊烏丸，北伐扶余，越海攻東萊。領土擴張後分割遼東郡，辽东王公孙家族238年春被司馬懿和高句麗王高位宫降服，纳入魏国直属版图。

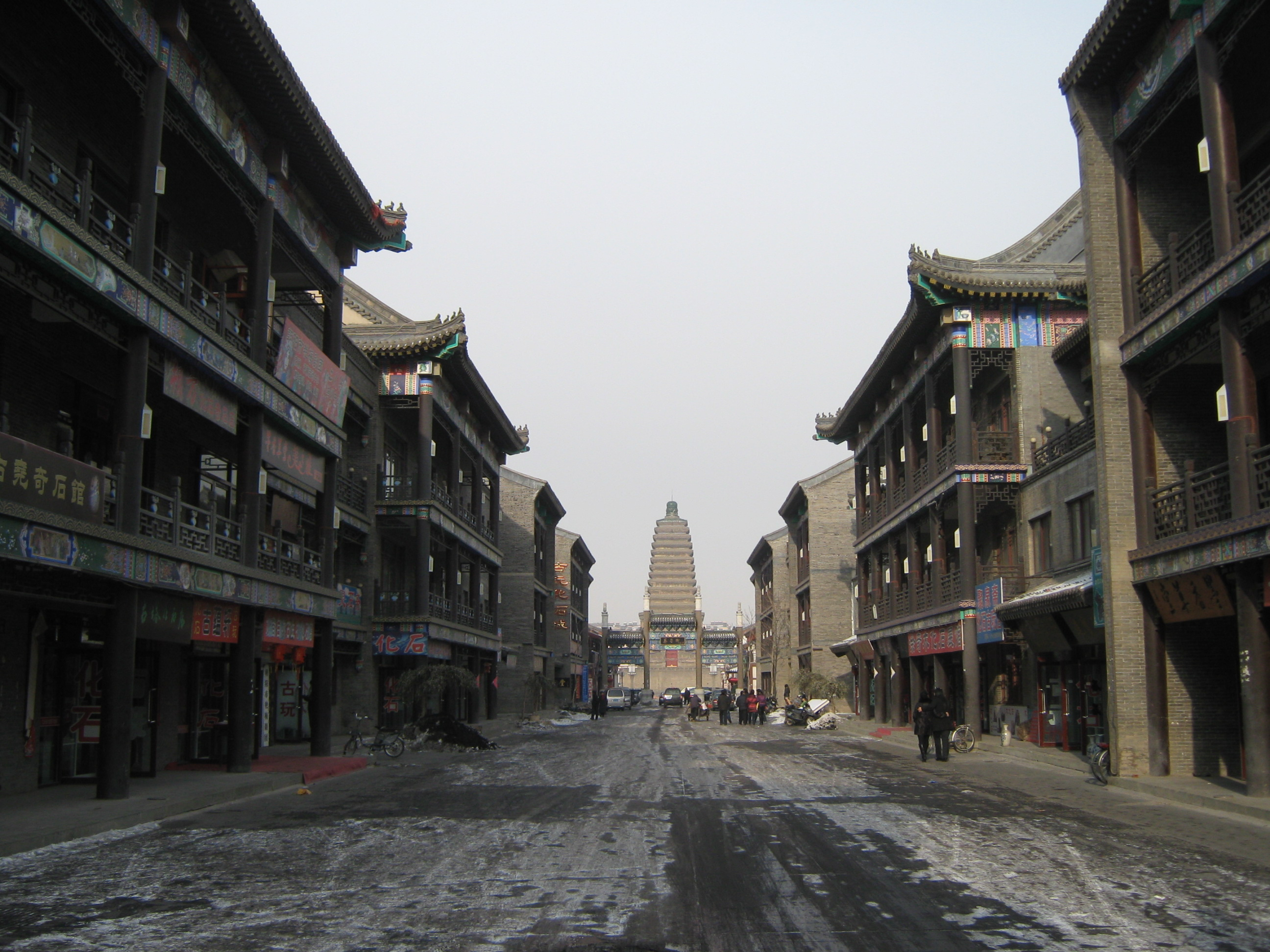
朝阳在历史上曾作为前燕、后燕、北燕的首都，图为朝阳慕容街与朝阳北塔

西晋属于平州。东晋名義上被晉朝建制营州所管辖，而實際上經歷前燕、前秦、後燕、北燕等諸多少數民族國家。
337年，慕容皝于大棘城（今辽宁义县西北）称燕王，建燕国，史称前燕。342年迁都龙城（今辽宁朝阳），东破高句丽，攻灭鲜卑宇文部及夫余。前燕成為四世紀中期中國北方的一個重要的國家，與前秦，東晉形成三足鼎立之勢。
384年前燕開國皇帝慕容皝第五子慕容垂稱燕王，史稱後燕。全盛時統治範圍「南至琅琊，東訖遼海，西屆河汾，北暨燕代」(《讀史方輿紀要》)，即今河北、山東、山西和河南、遼寧的一部分。與高句麗長期交戰，以爭取遼東地區的控制權。
409年，汉将冯跋自称燕天王，以燕为国号，都龙城，史称北燕。436年四月，北魏大军又攻龙城。五月，冯弘在高句丽军保护下率龙城百姓东渡辽水，奔高句丽。北魏军入占龙城，北燕亡。北魏灭北燕后，辽东地区为高句丽政权所控制。491年，北魏孝文帝冊封高句丽長壽王為車騎大將軍、太傅、遼東郡開國公、高句麗王，默认了辽东为高句丽所控制。

## 隋唐时期
隋朝统一后，于辽西设置柳城郡、燕郡、辽东郡，辽河以东仍由高句丽政权控制。开皇十八年（598年）至大业十年（614年），隋炀帝三次征讨高句丽，其中大业八年（612年）的萨水之战中，辽东城（今辽阳）成为重要战场，但隋军始终未能突破辽泽天险。
唐时辽宁境内部分属河北道。貞觀十七年（643年），高句丽与百济联合攻打唐的友邦新罗，新罗请唐援。唐太宗便以此下令攻打辽东。贞观十九年（645年），李勣率军从陆路，张亮率舟师从水路，兵分两路进攻高句丽，唐太宗亲自到辽东前线督战。唐军攻下辽东城（今辽宁辽阳）设辽州，接着攻打安市城（今辽宁海城），自六月二日至九月十八，历时三月没能攻下。
668年高句丽被唐朝灭后，唐于平壤设安东都护府，分其境为九都督府、四十二州、一百县，任命右威卫大将军薛仁贵为检校安东都护，领兵二万镇守其地，以此并试图控制朝鲜半岛。上元三年(679年）安东都护府迁往辽东城，后于开元二年（714年）再迁往新城（抚顺高尔山山城）。
天宝十四载十一月甲子日（755年12月16日），身兼范阳、平卢、河东三节度使的安禄山在范阳起兵，史稱安史之亂。安史之亂后，高句丽族军官李正己，侯希逸等人率领的平卢军军力严重受损，使其无法在营州地区立足，从而南迁入今山东境内。  安史之乱亦造成唐朝对辽东控制力减弱。贞元年间（785-805年），契丹逐渐占据辽西，营州都督府实际管辖范围退缩至大凌河流域。会昌二年（842年），唐朝在辽东最后建制安东都护府被撤销，辽河以东由渤海国占据。渤海国在辽宁境内设长岭府（治今开原）、扶余府（治今昌图），推行“五京制”中的东京龙原府（今珲春）辐射辽东。

## 辽金元时期

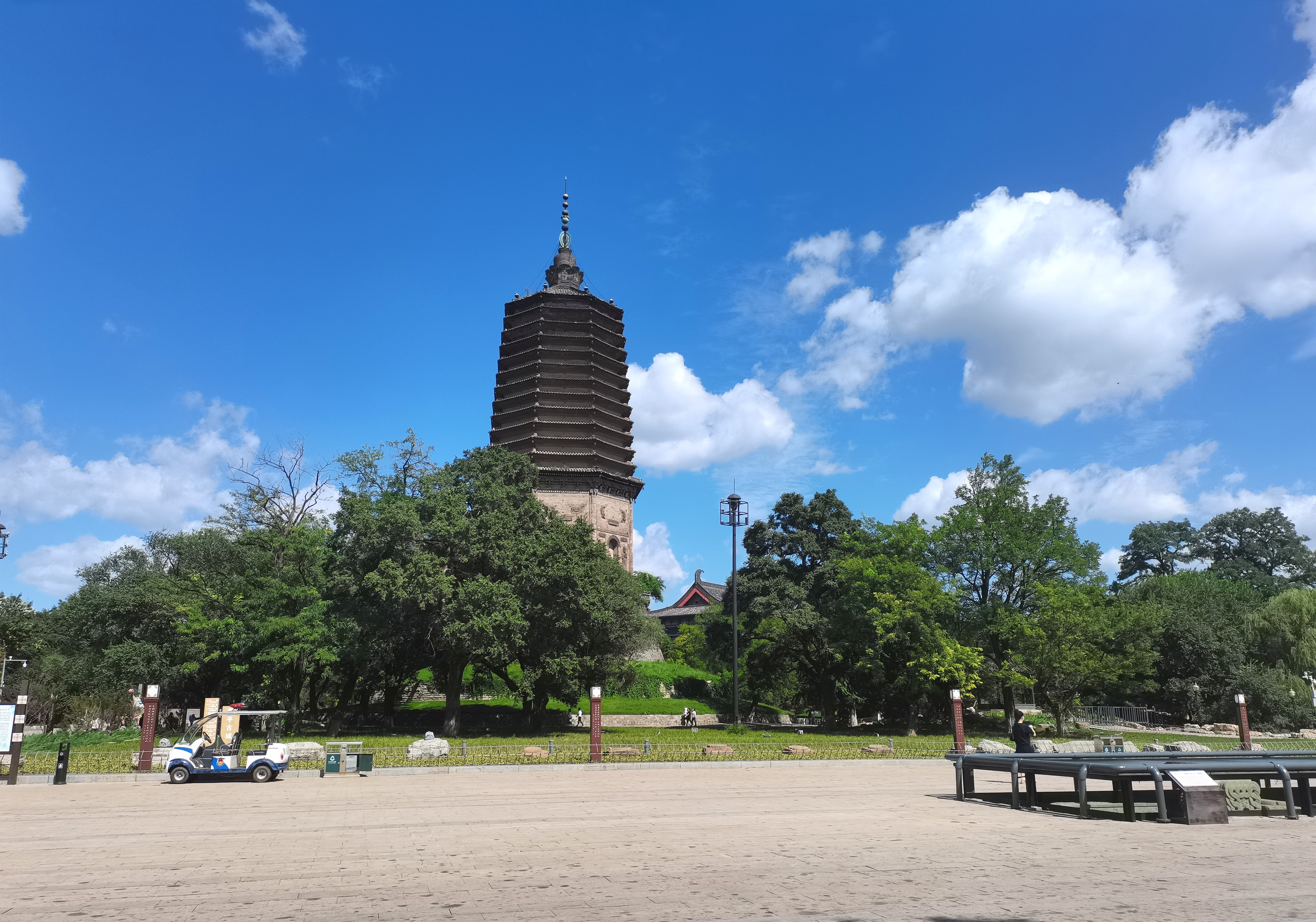
辽阳在辽金时期为辽金五京之一，图为辽阳白塔

后梁开平元年（907年），辽太祖耶律阿保机即契丹汗位，918年，耶律阿保机定都上京临潢府（今内蒙古巴林左旗），天显元年（926年）辽灭渤海国，辽宁地区归入辽朝统治，在辽宁境内设东京道，以辽阳府（今辽阳）为行政中心，管辖沈州（沈阳）、耀州（营口）等37州。亦有部分地区属上京道、中京道。辽朝推行南北面官制，北面官管理契丹等游牧部族，南面官治理汉人与渤海人。
辽以渤海国故地建属国东丹国，后将东丹国都与东丹人迁于辽阳。此后，不满辽统治的渤海遗民曾建兴辽、大渤海等政权以图复国，但都以失败告终。

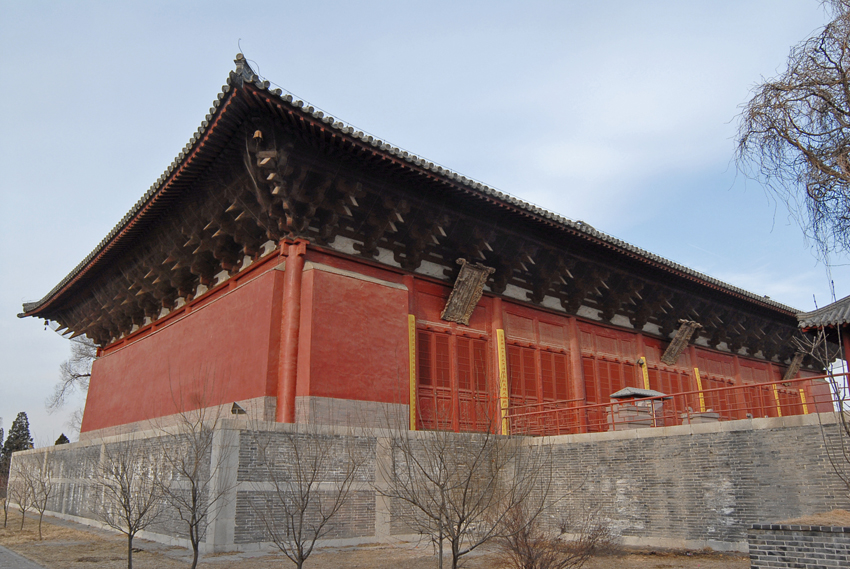
位于锦州义县的奉国寺是中国仅存的三大辽代寺院之一

女真族灭辽后，金朝延续了对辽宁的统治。金初设东京路，仍以辽阳为中心，辖沈州、澄州（海城）等州县，其余分属咸平路、上京路、北京路。
辽金时期，佛教在辽宁的传播尤为兴盛，境内兴修的著名佛塔寺庙有奉国寺、广济寺、辽阳白塔、朝阳北塔等。其中义县奉国寺（1020年建）七佛殿采用减柱造技术，为辽代建筑最高成就之代表。
元朝时辽宁东部地区属辽阳行省的辽阳路、沈阳路；北部地区属开原路咸平府；西部地区的广宁路隶属辽阳行省；锦州、朝阳地区属大宁路，隶属于中书省。

## 明清时期
明朝建立后，于洪武四年（1371年）于辽阳设辽东都指挥使司，统辖辽东二十五卫，辽宁境内部分属辽东都司，其余属奴尔干都司。永乐七年(1435年)，奴尔干都司撤销，下属的卫所则继续存在。永乐, 宣德年间,  为了防范羁縻的部族和鞑靼, 开始陆续建起了边墙。构筑起西起山海关、东至鸭绿江的边墙防御体系。
明朝时期，辽东冶铁业已成规模，本溪冶铁中心年产铁量达45万斤，鞍山设立铁榷管理铁矿开采，抚顺煤矿已供应陶瓷烧制。盐业实行“盐引制”，有复州（今瓦房店）、盖州（今盖县）两大盐场，通过“开中法”换取商贾运粮支边。商业依托“辽东马市”发展，广宁、开原、抚顺三处官市年交易额达白银20万两，与蒙古、女真进行皮毛、人参、铁器贸易，辽阳则成为当时东北亚的贸易枢纽。
万历四十四年（1616年），建州女真首领努尔哈赤统一女真各部，在赫图阿拉（今新宾）建立后金政权，天命六年（1621年）攻占沈阳、辽阳，迁都辽阳东京城，天命十年（1625年）再迁沈阳，改称盛京。后金实行八旗制度，将辽宁境内汉人编入“包衣佐领”，推行“计丁授田”政策，每丁给地6垧（约36亩）。
1626年，努尔哈赤在与明袁崇焕交战的宁远战役后逝世。由皇太极继位。1636年，皇太极在盛京称帝，改年号为崇德，改国号为大清。
清朝入关后，辽宁设盛京将军统辖八旗事务，奉天府管理民籍人口。康熙三年（1664年）置承德县（今沈阳）为奉天府首县，雍正十二年（1734年）增设锦州府，为保“龙兴之地”，清廷于顺治年间修筑柳条边，禁止汉人进入边外垦殖，但至乾隆五年（1740年）迫于人口压力解除封禁，关内移民开始涌入，逐渐形成“闯关东”潮。

咸丰八年（1858年），清政府在第二次鸦片战争期间与俄、美、英、法等国在天津海光寺所签订《天津条约》，将营口设为通商口岸。同治三年（1864年）在营口设立海关。洋务运动中，洋务派李鸿章等大力发展海军，将旅顺建设为远东第一大军港。

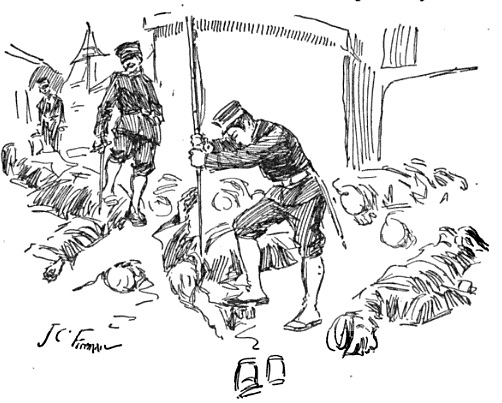
一份西方報紙登載日軍在旅顺大屠杀中殘害中國人的素描。

光绪二十年（1894年）甲午战争爆发，日军占领旅顺并展开大屠杀，杀害平民约2万人，并接连攻陷辽东多地。1895年，中日签定《马关条约》，将辽东半岛割让日本，后因三国干涉还辽而未成，同年11月8日，中日双方又签订了《辽南条约》，日本被迫同意归还辽东半岛，但清廷须缴付三千万两白银的“赎辽费”作为补偿。光绪二十四年（1898年）俄国以“还辽有功”为名，向清政府租借旅顺和大连两港。筑中东铁路南满支线。
光绪三十年（1904年）日俄战争爆发，辽宁境内成为主要战场。此战俄国战败，日本取得俄国在东北大量权益，战后日本继承俄国旅大租借地，并在辽宁设立“关东都督府”和“南满洲铁道株式会社”，控制鞍山铁矿、抚顺煤矿等资源，至宣统三年（1911年）开采煤炭1,200万吨、生铁50万吨。
光绪三十三年（1907年），清政府裁撤盛京将军，设奉天省，下辖8道、6府、33县，省治迁至奉天（沈阳）。清末新政期间，清政府辽创办奉天机器局、大亨铁工厂，开启辽宁近代工业化进程。并设奉天大学堂、东北讲武堂等高校。

## 民国与满洲国时期

### 北洋统治与东北易帜
中华民国成立后，辽宁仍属奉天省，省治驻奉天府（沈阳）。1913年北洋政府推行废府设县，奉天府改称沈阳县，全省辖3道、57县。1916年张作霖出任奉天督军，逐步控制东北三省，形成奉系军阀。沈阳成为东北军政中心。张作霖依托东北，与直系等军阀进行战争，奉系开始向华北扩展势力。
1925年，奉系将领郭松龄在滦州起兵反奉，国民军接连攻占锦州、新民逼近奉天，驻南满铁道的日军随后阻拦国民军进攻，协助奉军与郭作战，郭最终兵败被杀。
1924年，国民革命军征讨北洋军阀，进行北伐战争，1928年6月，奉军与北伐军作战接连失利，北伐军逼近北京，张作霖在京就任中华民国陆海军大元帅，随后撤离北京，其专列行经皇姑屯站时，遭对其不满的日军预埋炸药刺杀身亡。
皇姑屯事件后，张学良继任东北保安总司令，同年12月宣布“东北易帜”，服从南京国民政府。南京国民政府于1929年改奉天省为辽宁省，设省政府于沈阳，辖59县及3市。今辽宁朝阳、阜新、葫芦岛部分地区属热河省。为辽宁得名的开始，意为“辽河两岸永远安宁”。这时辽宁省的行政划分如下：
省會瀋陽全省五十九縣：瀋陽，鐵嶺，開原，東豐，西豐，西安，營口，遼陽，遼中，台安，蓋平，海城，錦縣，新民，彰武，黑山，盤山，北鎮，義縣，興城，綏中，錦西，清原，安東，新賓，通化，鳳城，寬甸，桓仁，臨江，輯安，長白，安圖，撫松，撫順，本溪，海龍，輝南，金川，柳河，金縣，復縣，岫岩，莊河，遼源，洮南，雙山，通遼，昌圖，康平，開通，洮安，梨樹，安廣，懷德，瞻榆，突泉，鎮東，法庫。

民国初期的辽宁政局相对稳定，张氏父子亦推动省内工业与铁路建设，使省内实业与商业兴盛。1918年，东三省兵工厂在沈建厂，该厂占地3200亩，设八个分厂，为亚洲最大的兵工厂，1921年，奉天纺纱厂投产。1923年，东北大学在沈创建。1927年，沈海铁路建成通车，与辽宁境内的京奉、南满铁路互联。1929年，沈阳迫击炮厂仿制出民生牌载货汽车，这是中国首辆自主生产的汽车。1931年3月19日，连接京奉铁路的辽宁总站在沈阳建成。

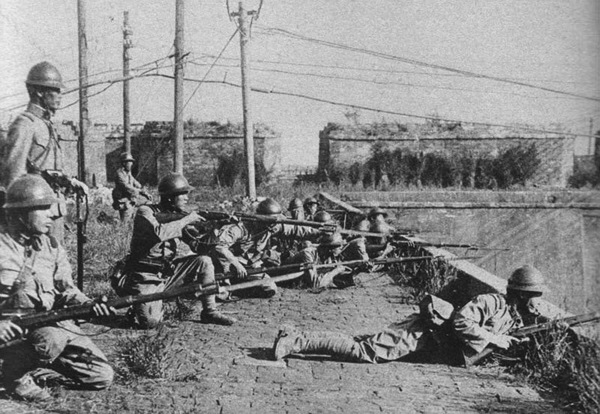
九一八事变后占领沈阳小西门的日军

1931年9月18日，关东军发动“九一八事变”，当日夜间突然炮击沈阳，同时进攻吉林、黑龙江。张学良对东北军将领下令“不抵抗”与“不正面冲突”，日军于次日占领沈阳等十余城市，辽宁省政府迁往锦州，辽宁各地开始组织义勇军武装抗日。

### 满洲国统治
1932年1月，日军占领锦州，2月，控制辽宁全境。1932年3月，日本扶持的满洲国成立。1933年2月，日军与满洲国军入侵热河，于3月攻占热河全境，将热河纳入满洲国统治范围。

满洲国成立后，辽宁各地仍常有抗日事件。1932年9月15日，抚顺遭抗日武装袭击，日军为报复，于次日屠杀平顶山村地区平民3000余人。1934年，辽宁境内抗日义勇军在日满打击下大部溃散后，中国共产党整合抗日武装组建东北抗日联军继续在辽开展对日作战。

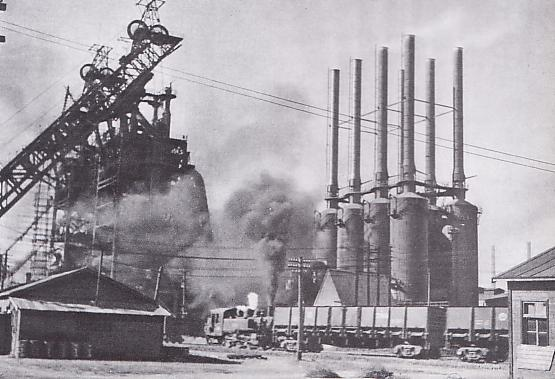
鞍山昭和制钢所在满洲国时期得到扩建，是鞍钢的前身

满洲国将辽宁地区划分为奉天、锦州、安东三省，同时改沈阳为奉天。日本在辽宁推行“产业统制”政策，1937年鞍山昭和制钢所扩建后，生铁产能增至100万吨，省内抚顺煤矿、阜新煤矿、本溪煤矿，辽阳铁矿等大量开采，大量矿产资源被运往日本，但资源开采多使用“人肉开采”，造成大量劳工死亡。1941年，水丰水电站建成，为当时亚洲最大水电站。
满洲国时期，政府行“新学制”，学校课程中日语课时占比过半，同时，在奉天市设满洲医科大学等高校。满铁建成大连至新京的亚细亚号特快列车，时速130公里，至1945年，辽宁铁路总里程为5200公里。

### 第二次国共内战
1945年日本投降，满洲国统治瓦解。8月苏联红军进入辽宁，8月22日占领沈阳，国共两党随即展开争夺，中国共产党冀热辽军区部队于9月6日进驻沈阳，建立辽宁省政府，同年10月12日，中华民国国民政府则任命辽宁省主席，形成双政权对峙。1946年3月，苏军撤离辽宁，但仍控制旅大地区，中国国民党随即集结新一军、新六军等美械部队30万人进攻辽南，至10月控制沈阳、鞍山等主要城市。中共东北民主联军实施“三下江南、四保临江”战役，1947年5月占领通化、梅河口等42座城镇。

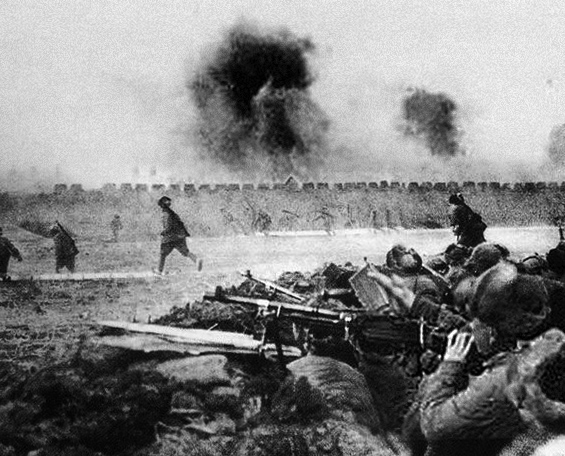
辽沈战役中，东北野战军进攻锦州

1947年东北地区分为九省后，本省的行政划分变为辽宁（省会沈阳）、辽北（省会辽源）。辽宁全省四市二十二县：省辖市：锦州、营口、鞍山、旅顺 县治：沈阳、抚顺、本溪、海城、盖平、铁岭、辽中、金县、辽阳、复县、锦县、绥中、北镇、兴城、义县、锦西、盘山、新民、黑山、岫岩、庄河、台安。沈阳市于1947年6月升直辖市。境内大连、沈阳二市系直辖市，直属行政院。
1948年9月辽沈战役爆发，中共东北野战军集中70万兵力发起战略决战。10月15日攻克锦州，封闭东北国军陆上退路；同年11月2日，东北野战军占领沈阳，随后控制辽宁全境，中共成立东北行政委员会，开始在辽进行土地改革。

## 共和国时期
中华人民共和国成立后，辽宁省域范围与建制沿用中华民国时期奉天省的行政区划，最初由沈阳市直辖并兼具省、辖市双重管辖体制。1952年5月，中国共产党辽宁省委员会成立。1954年6月19日，沈阳市与辽东省、辽西省、旅大直辖市及鞍山、抚顺、本溪直辖市合并，恢复辽宁省行政区划，并以沈阳为省会，形成今日行政格局。1955年 苏军撤离大连，苏联将大连及旅顺的行政权归还中华人民共和国。1956年将原热河省东部朝阳等六个县划归辽宁。1969年，昭乌达盟并入辽宁省，1979年再次划回内蒙古自治区。

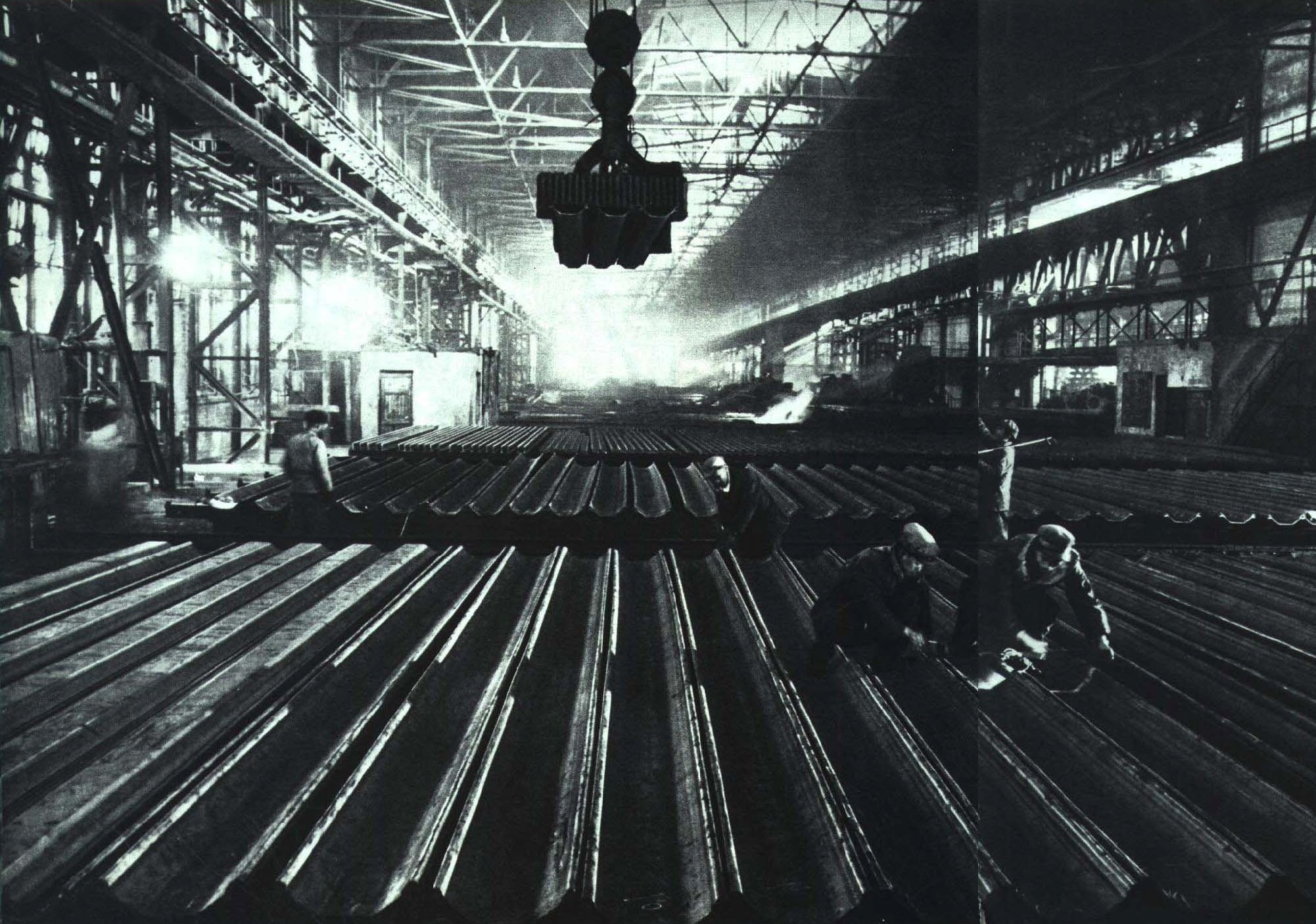
1964年的鞍钢生产车间

中华人民共和国成立初期，辽宁省成为中央政府重点扶持的工业基地之一。1953年至1957年第一个五年计划期间，中华人民共和国政府在辽宁省投入工业建设资金46.4亿元，占全国同期工业投资总额的18.5%，其中重工业基本建设投入43.6亿元，占本省工业建设总额的94%。在由苏联援助设计的156个重点项目中，辽宁承担了其中24项，涵盖钢铁、机械、化工等领域，著名企业有鞍钢大型轧钢厂、沈阳第一机床厂、大连造船厂等。
1958年，第二个五年计划开始，同时期的大跃进运动使辽宁在钢铁、煤炭等重工业领域大幅扩张产能，造成省内资源配置失衡，建设效率低下。1964年，三线建设开始，全省向内地迁建企业43家，输送技术人员2.8万人，沈阳重型机器厂援建四川德阳第二重型机器厂，大连机床厂部分车间迁至宁夏组建长城机床厂。文化大革命期间，辽宁省经济社会运行陷入停滞，大量科研机构和教育单位遭到冲击，干部和技术人员被下放或批斗，工业生产和社会秩序严重受挫，1970年后，省内生产秩序开始逐步恢复，并开始推进石油化工建设，1974年，辽阳石油化纤总厂开工建设，投产后使中国化纤自给率提高25%。
1975年，海城、营口县一带发生7.3级大地震，死亡1328人，重伤4292人，轻伤12688人，是人类历史上迄今为止，在正确预测地震的基础上，由官方组织撤离民众，明显降低损失的唯一成功案例。

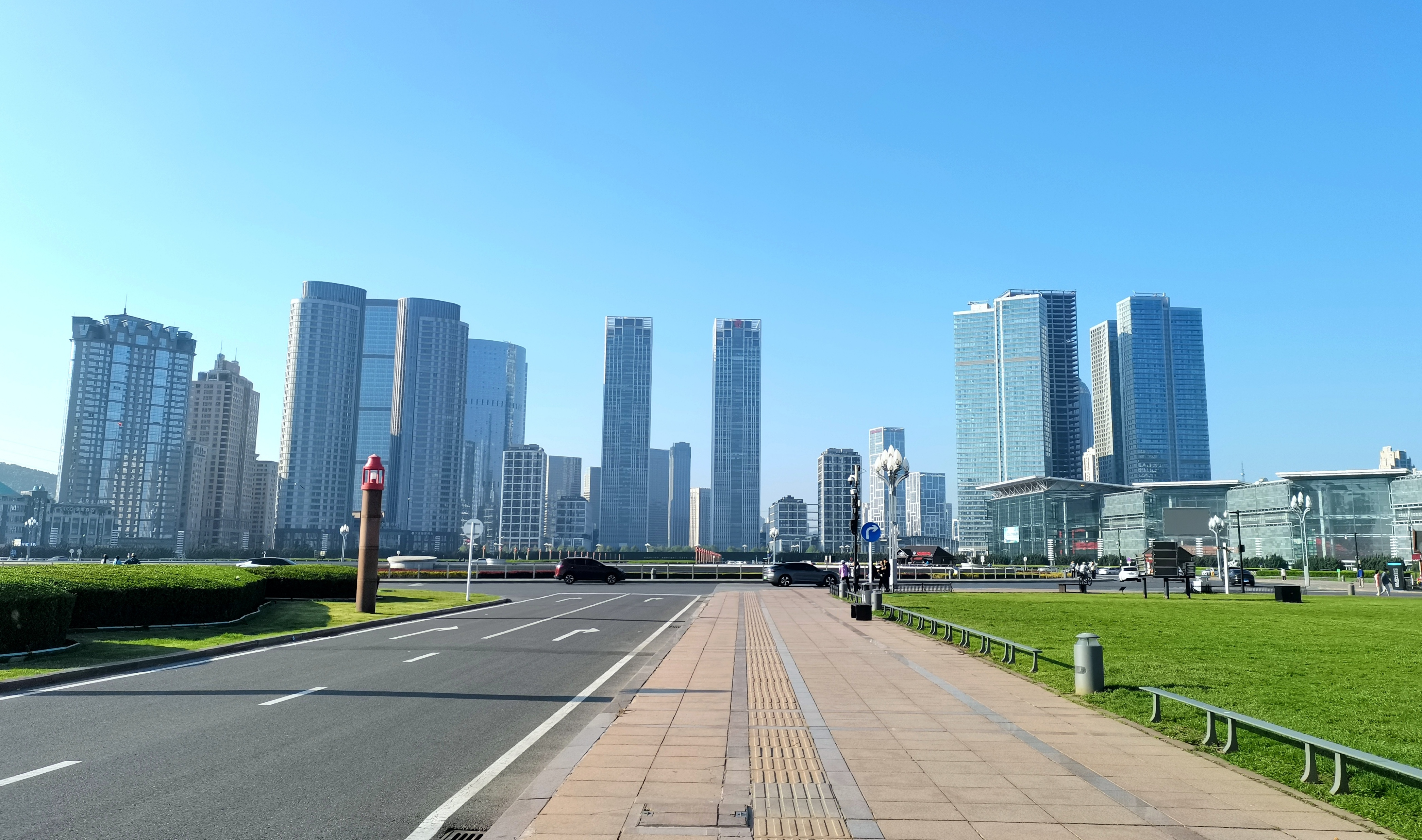
改革开放后，大连成为中国首批沿海开放城市，图为大连星海广场

1978年，中共十一届三中全会召开后开始实行改革开放，1984年，大连成为中国首批沿海开放城市，并设立经济技术开发区。1980年代，辽宁省进行一系列国有企业的制度改革，包括推动厂长负责制和承包经营责任制等，但改革成效受限。进入1990年代，随着中华人民共和国确立社会主义市场经济体制，省内大批国有企业面临市场竞争压力，企业亏损严重，大量倒闭，形成“下岗潮”，社会矛盾凸显。1999年，中共中央正式提出振兴东北老工业基地战略，辽宁成为重点支持对象，随即成立国务院振兴东北地区等老工业基地领导小组，实施专项规划和政策措施。2003年，中国国务院印发《实施东北地区等老工业基地振兴战略的若干意见》，辽宁开始实施国企改制重组，至2008年完成1,043家国企产权改革，鞍钢与本钢合并组建鞍本集团，产能跻身全球前五。省内亦加快交通网络建设，2012年哈大高铁开通，沈阳至大连车程缩短至1.5小时。2012年9月，由大连造船厂改建的航空母舰“辽宁号”交付中国人民解放军海军，成为中国服役的第一艘航空母舰。

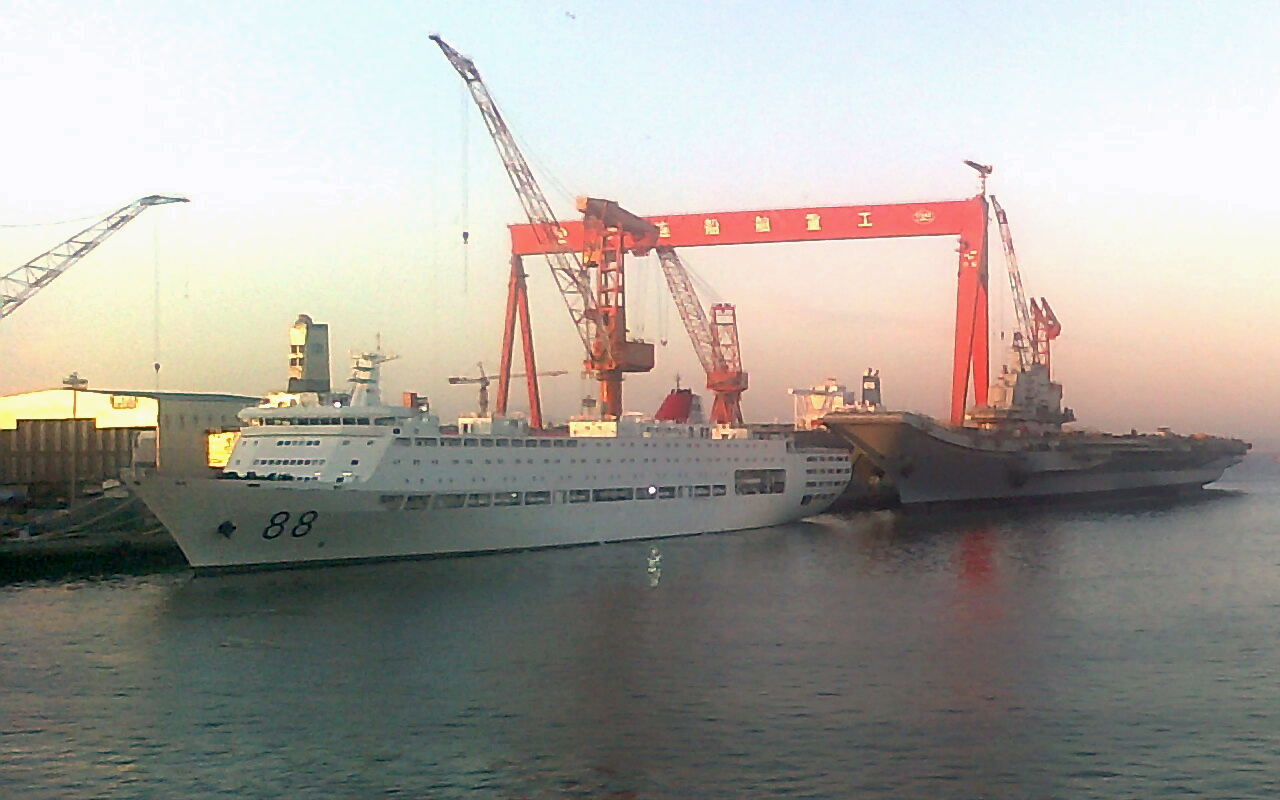
由大连造船厂改造中的瓦良格号航母，该航母后命名“辽宁号”并交付中国人民解放军海军

2010年开始，辽宁面临经济增速放缓、产业结构转型困难等问题。部分地区存在财政收支矛盾突出、人口外流等现象。2013年，省内大连金普新区、营口自贸片区等台建成，2014年，中国国务院推动“新一轮东北振兴战略”，辽宁作为实施主体之一。2016年，辽宁因GDP数据造假问题被广泛关注，经中国国家审计机关核查，辽宁省2011年至2014年部分市县财政数据虚增比例逐年上升，辽宁当年一季度GDP增速出现-1.3%的“断崖式”下降，成为当年中国唯一经济实际增速负增长的省份。，2023年，辽宁省开始推进“一圈一带两区”建设，省内沈阳都市圈集聚人口超1,800万。